# Самотворовская
Самотворовская — нежилая деревня в Шенкурском районе Архангельской области. Входит в состав муниципального образования «Шеговарское».

## География
Деревня расположена в южной части Архангельской области, в таёжной зоне, в пределах северной части Русской равнины, в 46 километрах на север от города Шенкурска, на правом берегу реки Вага, близ впадения в неё ручья Першта. Ближайшие населённые пункты: на востоке деревня Колобовская 1, на юго-западе деревня Леушинская.
Часовой пояс
Самотворовская, как и вся Архангельская область, находится в часовой зоне МСК (московское время). Смещение применяемого времени относительно UTC составляет +3:00.

## Население
| 2002 | 2010 | 2012 |
| ---- | ---- | ---- |
| 3    | ↘1   | ↘0   |

## История
Указана в «Списке населённых мест по сведениям 1859 года» в составе 2-го стана Шенкурского уезда Архангельской губернии под номером «2279» как «Самотваровская (Самотворовская, Малипершта)». Насчитывала 8 дворов, 32 жителя мужского пола и 35 женского.
В «Списке населенных мест Архангельской губернии к 1905 году» деревня Самотровская(Першта) насчитывает 16 дворов, 68 мужчин и 69 женщин. В административном отношении деревня входила в состав Шеговарского сельского общества Предтеченской волости.
В марте 1918 года деревня оказывается в составе Шеговарской волости, выделившейся из Предтеченской. На 1 мая 1922 года в поселении 29 дворов, 61 мужчину и 77 женщин.